# Messeturm
Meeseturm (på dansk: Messetårn) er en 257 meter høj skyskraber i Frankfurt am Main.
Designet af Helmut Jahn opført 1988 – 1990. Den er Tysklands næsthøjeste bygning .
- Wikimedia Commons har flere filer relateret til Messeturm, Frankfurt

50°6′44″N 8°39′10″Ø / 50.11222°N 8.65278°Ø